# Lỗ gai
Lỗ gai (tiếng Anh: Foramen spinosum) là một trong hai lỗ nền sọ nằm ở nền sọ người, trên xương bướm. Lỗ nằm trước gai xương bướm, ngay bên cạnh lỗ bầu dục. Lỗ là nơi động mạch màng não giữa, tĩnh mạch màng não giữa và nhánh màng não của thần kinh hàm dưới chui qua.
Trong phẫu thuật thần kinh, lỗ gai được dùng làm mốc do có nhiều liên quan khá chặt chẽ với các lỗ khác trong nền sọ. Jakob Benignus Winslow mô tả lỗ gai lần đầu tiên vào thế kỷ XIII.

## Cấu trúc
Lỗ gai là một lỗ nền sọ chọc qua xương bướm nằm trong hố sọ giữa.:771 Đây là một trong hai lỗ nằm ở cánh lớn xương bướm. Lỗ bầu dục nằm ở vị trí ngay phía trước - trong lỗ gai.:776 Gai bướm ở vị trí sau - trong lỗ gai. Phía ngoài lỗ gai là hố hàm dưới:873 và phía sau là vòi Eustachi.

### Biến thể
Lỗ gai có nhiều biến thể về kích thước và vị trí. Trong một số trường hợp hiếm gặp không xuất hiện lỗ gai, hoặc lỗ gai chỉ có ở một bên. Khi đó, động mạch màng não giữa đi vào hộp sọ bằng cách đi xuyên qua lỗ bầu dục. Ngược lại, trong một số ít trường hợp (dưới 1%) xuất hiện thêm một lỗ gai, nhất là khi người đó tồn tại hai động mạch màng não giữa cùng bên.
Lỗ gai có thể xuyên qua xương bướm ở đỉnh mỏm gai, hoặc nằm dọc theo mặt trong của mỏm.

### Phát triển
Ở trẻ sơ sinh, lỗ gai dài khoảng 2,25 mm và ở người lớn dài khoảng 2,56 mm. Chiều rộng của lỗ gai dao động ở người lớn từ 1,05 mm đến khoảng 2,1 mm. Đường kính trung bình của lỗ gai ở người lớn là 2,63 mm.
Trong một nghiên cứu về sự phát triển của lỗ tròn, lỗ bầu dục và lỗ gai, quan sát thấy sự hình thành lỗ gai sớm nhất vào tháng thứ tám sau sinh và muộn nhất là vào năm bảy tuổi. Trong các nghiên cứu hộp sọ, phần lớn lỗ có hình tròn. Dây chằng bướm - hàm có nguồn gốc phôi thai học là cung mang thứ nhất (cung họng thứ nhất) và thường gắn vào gai xương bướm, có thể được tìm thấy điểm gắn ở bờ lỗ.

### Động vật khác
Ở các động vật trong họ Người khác, lỗ gai được tìm thấy nhưng không phải chỗ xương bướm mà ở trên xương thái dương như trai thái dương (nằm ở đường khớp bướm - trai), hoặc không có.

## Chức năng
Lỗ gai là nơi động mạch màng não giữa, tĩnh mạch màng não giữa và nhánh màng não của thần kinh hàm dưới chui qua.:763

## Ý nghĩa lâm sàng
Do ở vị trí khá rõ ràng, lỗ gai được coi như một mốc giải phẫu trong phẫu thuật thần kinh. Lấy lỗ gai làm mốc, phẫu thuật viên xác định được các lỗ nền sọ khác, thần kinh hàm dưới, hạch sinh ba (của thần kinh sinh ba - CN V), lỗ bầu dục và lỗ tròn. Lỗ gai có liên quan đến quá trình cầm máu trong phẫu thuật chấn thương.

## Lịch sử thuật ngữ
Lỗ gai lần đầu tiên được nhà giải phẫu học người Đan Mạch Jakob Benignus Winslow mô tả vào thế kỷ XVIII. Sở dĩ được đặt tên như vậy vì lỗ liên quan với mỏm gai nằm trên cánh lớn xương bướm. Tuy nhiên, do biến cách danh từ không chính xác, nghĩa đen của thuật ngữ lại là là "một cái lỗ đầy gai" (tiếng Latinh: foramen spinosum). Trong thực tế, danh pháp chính xác nhưng không được sử dụng sẽ phải là foramen spinae.

## Hình ảnh bổ sung

Mặt trong của nền sọ, bộc lộ các lỗ xương sọ